# Nibha Nobhadol del Siam
Nibha Nobhadol del Siam (Bangkok, 4 dicembre 1886 – Giava Occidentale, 29 gennaio 1935) è stata una principessa thailandese, 60ª figlia del Re Chulalongkorn del Siam (Rama V), e la 4ª di una delle sue mogli, Saisavali Bhiromya.

## Biografia

### Infanzia e primi anni
Nacque il 4 dicembre 1886 nel Grande palazzo reale, a Bangkok, capitale del Regno del Siam, ora Regno di Thailandia. Era la 60ª figlia del re Chulalongkorn del Siam e della Principessa Saisavali Bhiromya,  4ª delle sue mogli. Dal padre però fu sempre chiamata, con affetto, Ying Bha o Principessa Bha. Nibha Nobhadol del Siam ebbe un fratello e due sorelle maggiori:
1. Principe Yugala Dighambara (17 marzo 1882 – 8 aprile 1932);
2. Principessa Nabhachara Chamrassri (5 maggio 1884 – 31 agosto 1889);
3. Principessa Malini Nobhadara (31 luglio 1885 – 22 dicembre 1924).

### Doveri Reali
La principessa Nibha Nobhadol era molto legata a suo padre. Grazie a tale rapporto di fiducia, il sovrano la nominò sua segretaria personale. A testimonianza di tale rapporto, quando suo padre visitò l'Europa come parte di un tour reale, scrisse lettere a Nibha Nobhadol. Dopo aver ricevuto queste lettere reali, la Principessa decise di raccoglierle e riscrivere i dettagli del viaggio di suo padre in Europa nel romanzo thailandese "Lontano da casa" .
Nel 1911 insieme alla sorella maggiore, la Principessa Malini Nobhadara, fece una donazione per costruire l'Edificio Yaovamalaya Uthis (Piyarajbobhit-Padivarada) nella Scuola di Debsirin. Quando compì 28 anni, fece una notevole donazione per costruire l'edificio Nibha Nobhadol nel Wat Debsirin per la scuola buddista di studi religiosi, co-fondata dalla Regina Debsirindra.
Dopo la morte del padre avvenuta nel 1910, si trasferì dal Grande palazzo reale, alla Villa Reale di Suan Sunandha, nel complesso di Palazzo Dusit, con la madre e la sorella maggiore, la Principessa Malini Nobhadara. Quando queste ultime morirono, visse sola. Visitò sempre i suoi fratellastri e gli altri membri della famiglia reale, tra i quali la sorellastra e al fratellastro, la Principessa Suddha Dibyaratana e il Principe Paribatra Sukhumbandhu. Solitamente faceva loro visita quasi ogni settimana nella loro residenza, il Palazzo di Bang Khunphrom. Era solita guardare film thailandesi con la famiglia ogni fine settimana.
Il 15 novembre 1925 il suo fratellastro, Re Vajiravudh (Rama VI), la nominò Principessa di Uthong .

### Ultimi anni
Dopo la Rivoluzione siamese del 1932, decise di trasferirsi in Indonesia, dove fu invitata dal fratellastro, Paribatra Sukhumbandhu, per vivere con lui e la sua famiglia nella Daha Pati House a Bandung, nella Giava Occidentale. Visse nella Villa per tutto il resto della sua vita, e vi morì il 29 gennaio 1935, all'età di 48 anni. Il suo corpo, in seguito, fu riportato a Bangkok, dove venne eseguita la Cremazione Reale a Sanam Luang.

## Ascendenza
|                                         |                          |                                   | Genitori                      |  |  | Nonni |  |  | Bisnonni                        |  |  | Trisnonni                       |  |
|                                         |                          |                                   |                               |  |  |       |  |  | Buddha Loetla Nabhalai del Siam |  |  | Buddha Yodfa Chulaloke del Siam |  |
|                                         |                          |                                   |                               |  |  |       |  |  | Buddha Loetla Nabhalai del Siam |  |  | Buddha Yodfa Chulaloke del Siam |  |
|                                         |                          | Amarindra                         |                               |  |  |       |  |  | Buddha Loetla Nabhalai del Siam |  |  |                                 |  |
| Mongkut del Siam                        |                          |                                   |                               |  |  |       |  |  | Buddha Loetla Nabhalai del Siam |  |  |                                 |  |
|                                         |                          | Sri Suriyendra                    | Ngoen Saetan                  |  |  |       |  |  |                                 |  |  |                                 |  |
|                                         |                          | Sri Suriyendra                    | Ngoen Saetan                  |  |  |       |  |  |                                 |  |  |                                 |  |
|                                         |                          | Sri Suriyendra                    | Kaeo, Principessa Sri Sudarak |  |  |       |  |  |                                 |  |  |                                 |  |
| Chulalongkorn del Siam                  |                          | Sri Suriyendra                    |                               |  |  |       |  |  |                                 |  |  |                                 |  |
|                                         |                          | Siriwongse, Principe Matayaphitak | Jessadabodindra del Siam      |  |  |       |  |  |                                 |  |  |                                 |  |
|                                         |                          | Siriwongse, Principe Matayaphitak | Jessadabodindra del Siam      |  |  |       |  |  |                                 |  |  |                                 |  |
|                                         |                          | Siriwongse, Principe Matayaphitak | Chao Chom Manda Sap           |  |  |       |  |  |                                 |  |  |                                 |  |
| Debsirindra                             |                          | Siriwongse, Principe Matayaphitak |                               |  |  |       |  |  |                                 |  |  |                                 |  |
|                                         |                          | Noi Siriwongse Na Ayudhaya        | But                           |  |  |       |  |  |                                 |  |  |                                 |  |
|                                         |                          | Noi Siriwongse Na Ayudhaya        | But                           |  |  |       |  |  |                                 |  |  |                                 |  |
|                                         |                          | Noi Siriwongse Na Ayudhaya        | Chaem                         |  |  |       |  |  |                                 |  |  |                                 |  |
| Nibha Nobhadol del Siam                 |                          | Noi Siriwongse Na Ayudhaya        |                               |  |  |       |  |  |                                 |  |  |                                 |  |
|                                         | Jessadabodindra del Siam | Buddha Loetla Nabhalai del Siam   |                               |  |  |       |  |  |                                 |  |  |                                 |  |
|                                         | Jessadabodindra del Siam | Buddha Loetla Nabhalai del Siam   |                               |  |  |       |  |  |                                 |  |  |                                 |  |
|                                         | Jessadabodindra del Siam | Sri Sulalai                       |                               |  |  |       |  |  |                                 |  |  |                                 |  |
| Ladavalya, Principe di Bhumindra Bhakdi | Jessadabodindra del Siam |                                   |                               |  |  |       |  |  |                                 |  |  |                                 |  |
|                                         |                          | Chao Chom Manda Emnoi             | …                             |  |  |       |  |  |                                 |  |  |                                 |  |
|                                         |                          | Chao Chom Manda Emnoi             | …                             |  |  |       |  |  |                                 |  |  |                                 |  |
|                                         |                          | Chao Chom Manda Emnoi             | …                             |  |  |       |  |  |                                 |  |  |                                 |  |
| Saisavali Bhiromya                      |                          | Chao Chom Manda Emnoi             |                               |  |  |       |  |  |                                 |  |  |                                 |  |
|                                         |                          | …                                 | …                             |  |  |       |  |  |                                 |  |  |                                 |  |
|                                         |                          | …                                 | …                             |  |  |       |  |  |                                 |  |  |                                 |  |
|                                         |                          | …                                 | …                             |  |  |       |  |  |                                 |  |  |                                 |  |
| Mom Chin Ladavalya na Ayudhya           |                          | …                                 |                               |  |  |       |  |  |                                 |  |  |                                 |  |
|                                         |                          | …                                 | …                             |  |  |       |  |  |                                 |  |  |                                 |  |
|                                         |                          | …                                 | …                             |  |  |       |  |  |                                 |  |  |                                 |  |
|                                         |                          | …                                 | …                             |  |  |       |  |  |                                 |  |  |                                 |  |
|                                         |                          | …                                 |                               |  |  |       |  |  |                                 |  |  |                                 |  |

## Titoli e trattamento
- 4 dicembre 1886 - 15 novembre 1925: Sua Altezza Reale la Principessa Nibha Nobhadol Vimolprabhavadi del Siam
- 15 novembre 1925 - 29 gennaio 1935: Sua Altezza Reale la Principessa Nibha Nobhadol Vimolprabhavadi del Siam, Principessa di Uthong